# Pinus greggii
Pinus greggii (сосна Грега) — вид роду сосна родини соснових.
Вид названий на честь американського торговця і натураліста Джосії Грега (англ. Josiah Gregg, 1806–1850).

## Таксономічні зауваження
У 1999 році було виявлено, що північні (var. greggii) і південні (var. australis) популяції не тільки географічно роз'єднані, але відрізняються морфологічно, а також екологічно. Це призвело до розколу на два таксони, визнаного Donahue and Lopez 1999.

## Поширення, екологія
Країни поширення: Мексика (Коауїла, Ідальго, Нуево-Леон, Пуебла, Керетаро, Сан-Луїс-Потосі). Висотний діапазон цього виду 1300—2600 м, у північній частині: 2300—2700 м над рівнем моря. Річна кількість опадів коливається від 600 до 800 мм в більшій частині ареалу, за винятком східного уступу гірських хребтів уздовж кордону Ідальго-Веракрус, де випадає 1000—1600 мм. На півночі частіше зустрічається на злегка лужних ґрунтах (рН 7,0–8,0), на півдні на кислих ґрунтах (рН 4,0–5,0).

## Опис
Дерева до 25 м у висоту і 80 см діаметра на рівні грудей, як правило, з одного прямим стовбуром і округлою, відкритою, густою кроною. Кора спочатку гладка, сіро-коричнева, з віком стає темнішою, сіро-коричневою, луската, складається з грубих пластин, розділених глибокими поздовжніми тріщинами. Гілки гладкі, від червонувато-коричневого до сіро-коричневого кольору. Листя в пучках по 3, зберігаються до 4 років, жорсткі й прямі, (7)9–13(15) см завдовжки, яскраво блискуче зелені. Пилкові шишки щільно згруповані, від овально-довгастих до циліндричних, 15–20 × 5–6 мм, жовтуваті, що переходять в жовтувато-коричневий колір. Насіннєві шишки розмірами (6)8–13(15) × 3,5–5 см (у закритому стані). Насіння розміром 5–8 × 3–4 мм, від сіро-коричневого до чорно-коричневого кольору, з 15–20 мм довжиною від жовтуватого до сіро-коричневого кольору крилами. Шишки мають адаптацію до вогню, але ніяких досліджень про те, як це впливає на поширення насіння і схожість не проводилися (або не публікувались).

## Використання
Деревина дуже смолиста і блідо-жовтувата. Її беруть локально на дрова, і лісо- та пиломатеріали.

## Загрози та охорона
Вирубка лісів є основною загрозою для цього виду. Деякі місця зростання знаходяться в межах охоронних територій.